# Luiz Eduardo Indio da Costa
Luiz Eduardo Indio da Costa  é um arquiteto brasileiro, nascido no Rio Grande do Sul e radicado no Rio de Janeiro. Formou-se arquiteto em 1960, pela Faculdade de Arquitetura da Universidade do Brasil, atualmente Universidade Federal do Rio de Janeiro (UFRJ).
Indio da Costa fundou seu escritório em 1972, e com o ingresso de seu filho Guto Indio da Costa, em 1996, passou a atuar no campo do design, passando a chamar-se Indio da Costa Arquitetura e Design.
Foi o primeiro arquiteto a receber o prêmio Comenda Niemeyer, em 2006, do Instituto de Arquitetos do Brasil, criado no mesmo ano.

## Principais projetos
- Instituto Nacional de Metrologia (IMETRO), 1973
- Sesc Madureira, Rio de Janeiro,1974
- Colégio Veiga de Almeida, Barra da Tijuca, Rio de Janeiro,1986
- Rio-Cidade Leblon, 1995
- Revitalização do Pier Mauá, 1996

## Livros
- Indio da Costa - Editora: Casa da Palavra, ISBN 858722073X

## Prêmios
- 2006 - Comenda Niemeyer do Instituto de Arquitetos do Brasil -